# Le Musk qui venait d'ailleurs
Le Musk qui venait d'ailleurs est le douzième épisode de la vingt-sixième saison de la série télévisée Les Simpson et le 564e épisode de la série. Il est sorti en première sur le réseau Fox le 25 janvier 2015.

## Synopsis
Elon Musk, le cofondateur de Tesla Motors atterrit avec son SpaceX Dragon dans le jardin et devient ami avec Homer. Ensemble, ils bouleversent le fonctionnement de la centrale nucléaire. Monsieur Burns va tout faire pour se débarrasser d'Elon Musk en poussant Homer à devoir rompre toutes relations avec son nouvel ami.

## Réception
Lors de sa première diffusion l'épisode a attiré 3,29 millions de téléspectateurs.